# Miss International 2013
Miss International 2013, cinquantatreesima edizione di Miss International, si è tenuta presso il Shinagawa Prince Hotel Hall di Tokyo, in Giappone il 17 dicembre 2013. Vincitrice del concorso è stata la filippina Bea Rose Santiago.

## Risultati

### Piazzamenti
| Risultato finale        | Concorrente |
| ----------------------- | --- |
| Miss International 2013 | - Filippine – Bea Rose Santiago |
| 2ª classificata         | - Paesi Bassi – Nathalie den Dekker |
| 3ª classificata         | - Nuova Zelanda – Casey Radley |
| 4ª classificata         | - Ungheria – Brigitta Ötvös |
| 5ª classificata         | - Colombia – Lorena Hermida |
| Top 15                  | - Brasile – Cristina Alves Da Silva - Ecuador – Nathaly Arroba Hurtado - Gibilterra – Jamielee Randall - Islanda – Sigrún Eva Ármannsdóttir - Lituania – Elma Segzdaviciute - Porto Rico – Ashley Beth Pérez - Russia – Olga Gaidabura - Spagna – Araceli Carrilero Martínez - Stati Uniti – Andrea Neu - Thailandia – Chonticha Tiengtham |

### Riconoscimenti speciali
| Riconoscimento         | Concorrente                           |
| ---------------------- | ------------------------------------- |
| Miss Friendship        | - Nuova Zelanda – Casey Radley        |
| Miss Internet          | - Macao – Adela Ka-Wai Sou            |
| Miss Photogenic        | - Lituania – Elma Segzdaviciute       |
| Best National Costume: | - Indonesia – Marisa Sartika Maladewi |

## Concorrenti
| Nazione/Territorio | Concorrente                | Età | Città            |
| ------------------ | -------------------------- | --- | ---------------- |
| Aruba              | Erialda Croes              | 23  | Oranjestad       |
| Australia          | Johanna Parker             | 23  | Sydney           |
| Belgio             | Ekaterina Sarafanova       | 21  | Bruxelles        |
| Birmania           | Gonyi Aye Kyaw             | 22  | Mandalay         |
| Bolivia            | Adriana Delgadillo         | 22  | Chuquisaca       |
| Brasile            | Cristina Alves Da Silva    | 24  | Parnamirim       |
| Canada             | Sarah Ainsley Harrison     | 25  | Ottawa           |
| Cina               | Jin Ying                   | 22  | Pechino          |
| Colombia           | Lorena Hermida             | 24  | Neiva            |
| Corea del Sud      | Ji-eun Han                 | 21  | Incheon          |
| Costa Rica         | Andrea Rojas               | 21  | Palmares         |
| Ecuador            | Nathaly Arroba Hurtado     | 23  | Guayaquil        |
| El Salvador        | Yaritza Rivera             | 19  | San Salvador     |
| Estonia            | Madli Vilsar               | 22  | Kuressaare       |
| Filippine          | Bea Rose Santiago          | 23  | Cataingan        |
| Finlandia          | Helianna Ylimaula          | 23  | Siuntio          |
| Gabon              | Reilly Makaya              | 24  | Tchibanga        |
| Germania           | Oksana Koroleva            | 22  | Berlino          |
| Giappone           | Yukiko Takahashi           | 24  | Tokyo            |
| Gibilterra         | Jamielee Randall           | 22  | Gibilterra       |
| Guadalupa          | Megane Monrose             | 18  | Basse-Terre      |
| Guam               | Lirone Veksler             | 20  | Hagåtña          |
| Guatemala          | Sara Guerrero              | 24  | Salamá           |
| Haiti              | Clara Luce Lafond          | 21  | Port-au-Prince   |
| Hong Kong          | Lau Pui Yuet               | 22  | Hong Kong        |
| India              | Gurleen Grewal             | 21  | Chandigarh       |
| Indonesia          | Marisa Sartika Maladewi    | 20  | Palembang        |
| Islanda            | Sigrún Eva Ármannsdóttir   | 20  | Akranes          |
| Italia             | Sara Cavagnari             | 25  | Reggio Emilia    |
| Kirghizistan       | Meerim Erkinbayeva         | 22  | Bishkek          |
| Libano             | Layla Yarak                | 21  | Beirut           |
| Lituania           | Elma Segzdaviciute         | 18  | Vilnius          |
| Lussemburgo        | Corrine Semedo Furtado     | 23  | Lussemburgo      |
| Macao              | Adela Ka-Wai Sou           | 23  | Macao            |
| Malaysia           | Siti Maimunah Chong        | 19  | Kuala Lumpur     |
| Messico            | Lucero Montemayor          | 23  | Monterrey        |
| Monaco             | Namshiryn Anu              | 22  | Ulan Bator       |
| Nepal              | Shritima Shah              | 21  | Kathmandu        |
| Nuova Zelanda      | Casey Radley               | 20  | Auckland         |
| Nicaragua          | Celeste Castillo           | 19  | Managua          |
| Paesi Bassi        | Nathalie den Dekker        | 23  | Amstelveen       |
| Panama             | Betzy Madrid               | 19  | Panama           |
| Paraguay           | Marta Raviolo              | 22  | Coronel Oviedo   |
| Perù               | Maria Gracia Figueroa      | 23  | Lima             |
| Polonia            | Katarzyna Oracka           | 25  | Varsavia         |
| Porto Rico         | Ashley Beth Pérez          | 22  | San Juan         |
| Portogallo         | Ana Claudia Ornelas        | 20  | Lisbona          |
| Regno Unito        | Elizabeth Greenham         | 20  | Ferndale         |
| Rep. Dominicana    | Carmen Múñoz               | 21  | Licey al Medio   |
| Romania            | Diana Maria Tiron          | 19  | Bucarest         |
| Russia             | Olga Gaidabura             | 20  | Baschiria        |
| Singapore          | Jia Min Chew               | 23  | Singapore        |
| Slovacchia         | Nikoleta Duchoňová         | 19  | Trebatice        |
| Spagna             | Araceli Carrilero Martínez | 21  | Albacete         |
| Stati Uniti        | Andrea Neu                 | 23  | Durango          |
| Sudafrica          | Cindy Rosslind             | 23  | Città del Capo   |
| Sudan del Sud      | Ayak Abiel                 | 22  | Juba             |
| Suriname           | Janet van Klaveren         | 22  | Paramaribo       |
| Svezia             | Eleonore Lilja             | 20  | Stoccolma        |
| Tahiti             | Ohana Huber                | 20  | Papeete          |
| Taipei Cinese      | Xiao-wen Chen              | 22  |                  |
| Thailandia         | Chonticha Tiengtham        | 18  | Chonburi         |
| Tunisia            | Sondes Zamouri             | 24  | Menzel Bourguiba |
| Ucraina            | Margaryta Gorbyk           | 23  | Kiev             |
| Ungheria           | Brigitta Ötvös             | 21  | Budapest         |
| Venezuela          | Elián Herrera              | 22  | Cagua            |
| Vietnam            | Lô Thị Hương Trâm          | 24  | Nghệ An          |

### Debutti
- Sudan del Sud

### Ritorni
- Ultima partecipazione nel 1996
  -  Lussemburgo
- Ultima partecipazione nel 2004
  -  Islanda
  -  Tunisia
- Ultima partecipazione nel 2010
  -  Lituania
- Ultima partecipazione nel 2011
  -  Aruba
  -  Cina
  -  Kirghizistan
  -  Paesi Bassi
  -  Romania
  -  Sudafrica
  -  Vietnam

### Ritiri
- Argentina: Zaida Schoop, per mancanza di sponsorizzazione.
- Belize: Nessun concorso.
- Cambogia: Nessun concorso.
- Danimarca: Josefine Emilie Egebjerg, ragioni sconosciute.
- Francia: Christelle Roca, ragioni sconosciute.
- Honduras: Natalia Coto, non accettata dall'organizzazione, in quanto non era stato comunicato che avrebbe sostituito la rappresentante designata Jennifer Valle.
- Isole Vergini Americane: Nessun concorso.
- Israele: Hodaya Cohen, ragioni sconosciute.
- Lettonia: Svetlana Goldbergh, ragioni sconosciute.
- Mauritius: Shiksha Matabadul, ragioni sconosciute.
- Namibia: Antonia Shinana, ragioni sconosciute.
- Sri Lanka: Simerene Rabot, per ragioni anagrafiche.
- Turchia: Ahu Agisbas, per ragioni anagrafiche.

### Crossover
Miss Universo
- 2011:  Estonia - Madli Vilsar
- 2012:  Paesi Bassi - Nathalie den Dekker

Miss Mondo
- 2011:  Islanda - Sigrún Eva Ármannsdóttir
- 2012:  Paesi Bassi - Nathalie den Dekker (Top 15)

Miss Terra
- 2011:  Perù - Maria Gracia Figueroa
- 2012:  El Salvador - Yaritza Rivera

Miss Supranational
- 2010:  Paesi Bassi - Nathalie den Dekker
- 2012:  Islanda - Sigrún Eva Ármannsdóttir (Top 20)

Miss Tourism International
- 2010:  Paesi Bassi - Nathalie den Dekker (Vincitrice)

Miss Tourism Queen of the Year International
- 2007:  Filippine - Bea Rose Santiago (Vincitrice)

Reina de la Costa Maya
- 2013:  Costa Rica - Andrea Rojas

Miss Turismo Latino
- 2012:  Guatemala - Sara Guerrero (Vincitrice)

Miss Mesoamérica
- 2012:  Porto Rico - Ashley Beth Perez (Vincitrice)